# Жюссак (кантон)
Жюсса́к (фр. Jussac) — кантон во Франции, находится в регионе Овернь, департамент Канталь. Входит в состав округа Орийак.
Код INSEE кантона — 1527. Всего в кантон Жюссак входят 5 коммун, из них главной коммуной является Жюссак.

## Коммуны кантона
| Коммуна         | Население, чел. (1999) | Почтовый индекс | Код INSEE |
| --------------- | ---------------------- | --------------- | --------- |
| Жюссак          | 1 779                  | 15250           | 15083     |
| Крандель        | 598                    | 15250           | 15056     |
| Носель          | 1 782                  | 15000           | 15140     |
| Рельяк          | 957                    | 15250           | 15160     |
| Тесьер-де-Корне | 174                    | 15250           | 15233     |

## Население
Население кантона на 1999 год составляло 5 290 человек.
| 1962  | 1968  | 1975  | 1982  | 1990  | 1999  | 2006 | 2007 |
| ----- | ----- | ----- | ----- | ----- | ----- | ---- | ---- |
| 2 396 | 2 928 | 4 140 | 4 468 | 5 166 | 5 290 | —    | —    |